# 704 Interamnia
704 Interamnia eller 1910 KU är en asteroid upptäckt 2 oktober 1910 av den italienska astronomen Vincenzo Cerulli i Teramo, Italien. Asteroiden har fått sitt namn efter det latinska namnet på den italienska staden Teramo.
Interamnia är den största asteroiden efter de fyra stora. Den har en relativt hög densitet vilket gör att det troligen rör sig om ett massivt block som har överlevt alla kollisioner som skett genom solsystemets historia.